# 다케다 신겐 (1988년 드라마)
《다케다 신겐》(일본어: 武田信玄 たけだしんげん[*])은 1988년 1월 10일부터 12월 18일까지 일본방송협회에서 제작한 대하드라마로 대하드라마 시리즈의 26번째 작품이다. 방영횟수는 총 50회이다. 주인공은 아버지인 다케다 노부토라를 내쫓고 가이국의 다이묘가 되어 센고쿠 시대 최강의 군대를 보유하였던 다케다 신겐이다.
원작은 닛타 지로의 《다케다 신겐》이나, 역시 같은 작가의 《다케다 삼대》도 참고하여 신겐의 아버지 노부토라와 신겐의 아들에 걸친 3대의 이야기를 그렸다. 이 드라마는 신겐의 어머니 오이노카타가 후세에 신겐이 잔혹한 공포의 대상으로 남아있다며, 아들을 명예를 위해 자신이 아들의 진짜 모습을 변호하여 이야기로 풀어내겠다는 설정인데 이 때문에 해설 역시 오이노카타의 관점으로 오이노카타의 역을 맡은 배우 와카오 아야코가 도맡았다. 특히 각 회차가 끝날 때마다 와카오가 “오늘 밤은 여기까지 하도록 하겠사옵니다.”(今宵はここまでに致しとうござりまする 코요이와코코마데니이타시토우고자리마스르[*])를 말하며 끝맺었는데, 이 대사가 유행하여 그 해의 유행어대상 수상작이 되었으며 같은 시기에 출시된 노부나가의 야망 전국군웅전에도 이 대사가 인용되어 사용되기도 했다.
나카이 키이치는 이 작품으로 대하드라마에 첫 출연하였는데, 당초 다케다 신겐 역에는 마츠다이라 켄이나 야쿠쇼 코지 등이 물망에 올랐다. 나카이는 원래 자신은 조연 역으로 제의가 들어왔었는데 갑자기 주연으로 낙점되었다는 것에 매우 놀랐고, 또한 자신 역시 다케다 신겐의 실제 초상화와도 크게 달랐다는 것에 당황스럽다고도 밝혔다고 했으나, 신겐을 연기하면서 점차 다케다 신겐의 인생이 자신의 일과 같았다고 느꼈다는 소회를 밝혔다. 그는 또한 각본을 쓰는 타무라이 세이켄과도 연기와 캐릭터성에 대해 계속 고민과 갈등을 빚었으며, 시련의 1년 3개월이었다라고도 하였다.
전작인 《독안룡 마사무네》와 함께 큰 인기를 끌어 평균 시청률은 39.2%, 최고 시청률 49.2%를 기록했다.

## 출연

### 다케다 가문
- 다케다 신겐: 나카이 키이치
- 다케다 노부토라: 히라 미키지로
- 오오이노카타 (신겐의 어머니): 와카오 아야코
- 산조노카타 (신겐의 정실): 콘노 마사코
- 야에 (산조노카타의 유모): 오가와 마유미
- 코이히메: 미나미노 요코
- 다케다 노부시게: 와카마츠 타케시
- 다케다 요시노부: 츠츠미 신이치
- 다케다 카츠요리: 마키 쿠로토

### 다케다 가문의 가신
- 이타가키 노부카타: 스가와라 분타
- 야마모토 간스케: 니시다 토시유키
- 하라 토라타네: 시시도 조
- 오부 토라마사: 코다마 키요시
- 아마리 토라야스: 혼고 코지로
- 카스가 토라츠나: 무라카미 히로아키
- 야마가타 마사카게: 시노다 사부로

### 우에스기 가문
- 우에스기 겐신: 시바타 쿄헤이
- 나오에 사네츠나: 우츠이 켄

### 이마가와 가문
- 이마가와 요시모토: 나카무라 칸자부로
- 슈케이니 (요시모토의 어머니): 키시다 쿄코
- 다이겐 셋사이: 자이츠 이치로

### 호조 가문
- 호조 우지야스: 스기 료타로

### 오다 가문
- 오다 노부나가: 이시바시 료
- 노: 아소 유미

### 도쿠가와 가문
- 도쿠가와 이에야스: 나카무라 하시노스케